# Первенство МХЛ в сезоне 2011/2012
Первый сезон Первенства Молодёжной хоккейной лиги проходил с 20 сентября 2011 года по 12 апреля 2012 года. Кубок Регионов, а вместе с ним и звание чемпиона Первенства МХЛ завоевал клуб «Октан», в финале обыгравший победителя регулярного чемпионата — команду «Кристалл» из Бердска.

## Межсезонье

### Турниры
Для обеспечения надлежащей подготовки команд проходило несколько предсезонных турниров.
| Турнир                                  | Дата начала | Дата окончания | Победитель    |
| --------------------------------------- | ----------- | -------------- | ------------- |
| Турнир памяти А. И. Белосохова          | 30 июля     | 3 августа      | Авто          |
| Турнир памяти Дениса Ляпина             | 10 августа  | 14 августа     | Толпар        |
| Турнир на призы группы компании «Берег» | 23 августа  | 26 августа     | Мордовия      |
| Кубок мэра (Бердск)                     | 25 августа  | 30 августа     | Финал отменён |
| Кубок Заречного                         | 4 сентября  | 7 сентября     | Дизелист      |

## Регулярный чемпионат

### Формат
На первом этапе в дивизионах «Запад» и «Центр» клубы сыграют между собой в шесть кругов (каждая команда проведёт по 36 матчей), в дивизионе «Восток» — в восемь кругов (по 32 матча). В плей-офф попадут по шесть лучших клубов из дивизионов «Запад» и «Центр», а также четыре лучшие команды из дивизиона «Восток». Серии плей-офф проводятся до трёх побед.
По итогам сезона победитель и серебряный призёр группы «Б» осуществят взаимный переход с 31-й и 32-й командой группы «А».

#### Состав дивизионов
Дивизион Запад
| Команда        | Город      | Арена                          | Основан | Партнёрская команда      |
| -------------- | ---------- | ------------------------------ | ------- | ------------------------ |
| Балтика        | Вильнюс    | Pramogu Arena                  | 2011    |                          |
| Дизелист       | Пенза      | Дизель-Арена                   | 2011    | «Дизель» Пенза           |
| МХК Зеленоград | Зеленоград | Дворец спорта «Зеленоградский» | 2009    |                          |
| МХК Клин       | Клин       | ЛД им. Валерия Харламова       | 2011    | «Титан» Клин             |
| ОГИ            | Одинцово   | Ледовый дворец МУП «МДЦХиФК»   | 2007    |                          |
| Призма         | Рига       | Ледовый холл «Volvo»           | 1996    |                          |
| ХК Юниорс      | Рига       | Ледовая арена «Inbox.lv»       | 2011    | «Динамо» Рига, ХК «Рига» |

Дивизион Центр 
| Команда        | Город      | Арена                         | Основан | Партнёрская команда         |
| -------------- | ---------- | ----------------------------- | ------- | --------------------------- |
| Батыр          | Нефтекамск | Нефтекамский ледовый дворец   | 2011    | «Торос» Нефтекамск          |
| Ирбис          | Казань     | Татнефть-Арена                | 2011    | «Ак Барс» Казань, ХК «Барс» |
| Кристалл-Юниор | Саратов    | Дворец спорта «Кристалл»      | 2011    | «Кристалл» Саратов          |
| Металлург      | Медногорск | Дворец спорта «Айсберг»       | 1956    | «Южный Урал» Орск           |
| Октан          | Пермь      | ДС им. Сухарёва               | 2008    | «Молот-Прикамье» Пермь      |
| Стальные Ижи   | Ижевск     | Ледовый дворец «Ижсталь»      | 2011    | «Ижсталь» Ижевск            |
| Стальные Львы  | Челябинск  | Ледовый дворец спорта «Мечел» | 2011    | «Мечел» Челябинск           |

Дивизион Восток
| Команда           | Город      | Арена                                     | Основан | Партнёрская команда   |
| ----------------- | ---------- | ----------------------------------------- | ------- | --------------------- |
| Алтай-Юниор       | Барнаул    | Дворец зрелищ и спорта имени Г. С. Титова | 2011    | «Алтай» Барнаул       |
| Ангарский Ермак   | Ангарск    | Арена Ермак                               | 2011    | «Ермак» Ангарск       |
| МХК Казахмыс      | Караганда  | Дворец спорта «Акжолтай»                  | 2011    | «Сары-Арка» Караганда |
| Красноярские Рыси | Красноярск | Дворец спорта «Факел»                     | 2011    | «Сокол» Красноярск    |
| Кристалл          | Бердск     | МАУ ЛДС Бердск                            | 2005    | «Сибирь» Новосибирск  |

## Основные события
- Чемпионат стартовал 20 сентября 2011 года в Нефтекамске матчем команд «Батыр» и «Ирбис»[2].
- 13, 15 и 16 октября октября в Перми матчи команд «Октан» и «Кристалл-Юниор» были отмечены скандалом. У саратовской команды не нашлось нужного количества шлемов одного цвета, и ряд игроков не допустили на лед. Остальные играли, меняясь головными уборами в промежутках между сменами. Только в третьей игре состав команды стал полным: шлемы темного цвета просто покрасили белой краской[3].

## Матчи Звезд

### Кубок Поколения
Матч за Кубок Поколения проходил в Пензе на Дизель-Арене и завершился со счётом 3:2 в пользу команды Запада.

### Кубок Будущего
Первый в истории Кубок Будущего МХЛ (U-18) состоялся в Челябинске, где Запад был сильнее Востока 3:1

## Итоги регулярного чемпионата МХЛ Б
- Сыграно 332 игры из 332.
- В играх приняли участие 623 игрока. Из них 67 вратарей, 210 защитников, 339 нападающих, а 7 игроков выступали в разных амплуа. Это Сергей Жаворонков (Стальные Львы), Максим Дёмкин (Дизелист), Ричардс Кондратс (Юниорс), Рузаль Галеев (Ирбис, уже ушёл в Барс), Александр Самарин (ОГИ), Игорь Дубровин (Стальные Львы), Дмитрий Каштанов (Ирбис).
- 563 игрока дебютировали в сезоне. Из них 63 вратаря, 195 защитников, 305 нападающих.
- 476 игроков были моложе 20 лет. Из них 51 вратарь, 163 защитника, 262 нападающих.
- 90 игроков провели более трети игр. Из них 1 вратарь, 31 защитник, 58 нападающих.
- 51 игрок сыграл не более, чем в трёх играх. Из них 10 вратарей, 20 защитников, 21 нападающий.
- 402 игрока забили 2301 гол, из них 21 в пустые ворота. Из них 119 защитников, 283 нападающих.
- 173 игрока забили 5 и более голов. Из них 12 защитников, 161 нападающий.
- 76 нападающих забили 10 и более голов.
- 8 игроков меняли команды. Из них 2 защитника, 6 нападающий.
- Игры посетили 104062 зрителя, в среднем 313 на матче.
- Средняя результативность матча 6.93.
- Среднее количество штрафных минут за игру 33.19.

### Итоговое положение команд по результатам регулярного сезона
| Место | Команда           |
| ----- | ----------------- |
| 1     | Кристалл          |
| 2     | Октан             |
| 3     | Зеленоград        |
| 4     | Батыр             |
| 5     | Балтика           |
| 6     | Дизелист          |
| 7     | Ирбис             |
| 8     | Красноярские Рыси |
| 9     | Алтай-Юниор       |
| 10    | Стальные Львы     |
| 11    | ОГИ               |
| 12    | Юниорс            |
| 13    | Клин              |
| 14    | Стальные Ижи      |
| 15    | Ангарский Ермак   |
| 16    | Металлург         |
| 17    | Призма-Рига       |
| 18    | Кристалл-Юниор    |
| 19    | Казахмыс          |

Полужирным шрифтом выделены команды вышедшие в плей-офф, курсивом — команды не попавшие в плей-офф.
Победителем регулярного сезона Первенства МХЛ стала команда Кристалл из города Бердск.

## Плей-офф
- 1/8 финала

| «Кристалл» (Бердск) — «Металлург» 3-0 (7-1,7-1,3-2)     |
| «Октан» — «Ангарский Ермак» 3-0 (7-2,4-1,4-2)           |
| «Зеленоград» — «Стальные Ижи» 3-0 (4-0,3-1,3-2)         |
| «Батыр» — «Клин» 3-0 (6-0,3-2,4-2)                      |
| «Балтика» — «Юниорс» 1-3 (2-4,3-1,4-3,3-2)              |
| «Дизелист» — ОГИ 3-0 (2-1,3-1,4-3)                      |
| «Ирбис» — «Стальные Львы» 1-3 (2-1,1-3,2-3,3-4)         |
| «Красноярские Рыси» — «Алтай» 3-2 (3-4,3-2,6-3,7-8,3-1) |

- Четвертьфиналы

| «Кристалл» (Бердск) — «Красноярские Рыси» 3-2 (5-4,6-7,0-4,1-0,9-3) |
| «Октан» — «Стальные Львы» 3-1 (5-4,3-4,5-4,4-0)                     |
| «Зеленоград» — «Дизелист» 0-3 (2-5,2-4,2-6)                         |
| «Батыр» — «Юниорс» 3-0 (3-2,9-2,8-6)                                |

- Полуфиналы

| «Кристалл» (Бердск) — «Батыр» 3-0 (4-1,3-2,5-4) |
| «Октан» — «Дизелист» 3-0 (5-2,6-2,4-2)          |

- Финал

| «Кристалл» (Бердск) 1-3 «Октан» (3-4,5-3,1-4,8-2) |

- за 3-е место

| «Батыр» — «Дизелист» 2-0 (6-3,2-1) |

## Итоговое положение команд
| Место | Команда                |
| ----- | ---------------------- |
| 1     | Октан                  |
| 2     | Кристалл (Бердск)      |
| 3     | Батыр                  |
| 4     | Дизелист               |
| 5     | Зеленоград             |
| 6     | Красноярские рыси      |
| 7     | Стальные львы          |
| 8     | Юниорс                 |
| 9     | Балтика                |
| 10    | Ирбис                  |
| 11    | Алтай-Юниор            |
| 12    | ОГИ                    |
| 13    | Клин                   |
| 14    | Стальные ижи           |
| 15    | Ангарский Ермак        |
| 16    | Металлург (Медногорск) |
| 17    | Призма                 |
| 18    | Кристалл-Юниор         |
| 19    | МХК Казахмыс           |